# Вулиця Івана Богуна (Херсон)
Вулиця Івана Богуна — вулиця в Корабельному районі (мікрорайон Шуменський) Херсона, сполучає вулиці Полтавську і Нафтовиків. Вона названа на честь відомого українського діяча, козацького полководця Івана Богуна. Сформувалася після Другої світової війни.
Перші два квартали — з боку вул. Нафтовиків — не дають уявлення про головні особливості вулиці. З лівого боку вулиці розташовані двох- і триповерхові будинки, збудовані невдовзі після війни, у 50-ті рокі, коли особливо гостро стояла проблема житла для робочих нафтопереробного заводу, справа тягнеться ділянка індивідуальної забудови.
Вигляд вул. Івана Богуна різко змінюється після перетину з вул. Робочої: з'являються характерні для неї високі будівлі: 9-поверхові «гармошки», розтягнуті майже на квартал, і 12-поверхові «вежі». Відчувається, що вулиця будувалася поетапно. Але це додає їй своєрідність.
Вулицею Богуна починається великий сучасний мікрорайон Шуменський, який в холодну пору року отримує тепло від потужної теплоцентралі, що розташована на цій вулиці.